# Цвіткове (станція)
Цвіткóве — вузлова дільнична залізнична станція Шевченківської дирекції Одеської залізниці на перетині ліній Яхни — Цвіткове, Цвіткове — Імені Тараса Шевченка та Цвіткове — Багачеве між станціями Хлистунівка (6 км) та Володимирівка (15,3 км). Розташована в однойменному селищі Черкаського району Черкаської області.

## Історія
Станція Цвіткове відкрита 1876 року на вже діючій залізничній лінії Фастів I — Миронівка — Знам'янка, як вузлов, від якої відгалужується лінія у напрямку станції Шпола.
У 1964 році лінію Миронівка — Імені Тараса Шевченка електрифіковано змінним струмом (~25 кВ).
21 серпня 1982 року на станції Цвіткове, через аварію двох вантажних поїздів на станції Шаласька і перенаправлення інших поїздів в обхід заблокованої дільниці, відбулося зіткнення двох пасажирських поїздів № 117 сполученням Львів — Донецьк та № 27 сполученням Київ — Сімферополь. Кількість потерпілих внаслідок аварії радянською владою було приховано і понині так і невідомо.
Цвіткове вважається селищем залізничників, в якому працюють декілька залізничних династій. Чимало студентів з села опановують професію залізничника в Києві та Дніпрі.

## Проєкти залізниць Черкащини
Раніше існувало декілька великих проєктів сполучення сходу України з Польщею. Існували вони ще з часів царату. Відомий проєкт одноколійної залізниці Гришине — Канів — Рівне (завдовжки 760 верст), проте паралельно з ним також існували й інші. Лінія Лозова — Кременчук — Чигирин — Цвіткове — Дубно — Володимир — Замостя / Холм мала слугувати основою для відштовхування будівництва. Дещо було й збудоване, оскільки всі вони входили до першої черги та лобіювалися військовим відомством. Пропускна спроможність ліній розглядалася у парах воїнських поїздів. За радянських часів проєкти були відредаговані, але основа лишилась сталою. 
Проєкти, що перекочували з часів царату до часів сталінізму: Канів — Жашків (75 верств), Цвіткове — Жашків (75 верст), Жашків — Лепесівка (Ямпіль) (300 верст), Шепетівка — Лепесівка (90 верств). Єдине, що не було збудоване з проєкту між Цвітковим та Жашковом до початку Другої світової війни — це залізничний міст через річку Гнилий Тікич в селищі Лисянка. Територія майже збудованої станції в Лисянці та частина перегонів були використані у майбутньому для будівництва лінії Багачеве — Дашуківка (до Дашуківського комбінату бентонітових глин). 
По закінченню Другої світової війни у радянської влади не було вже військової доцільності у добудові лінії, а вже збудовані ділянки були включені до мережі. Лінію Жашків — Погребище I таки встигли добудувати, яка діє і понині. Якби на схід від Жашкова до Лисянки були хоча б якісь підприємства, то мабуть лінія б діяла і дотепер. Цукровий завод у Бужанці обслуговувався лінією вузької залізниці зі станцією Звенигородка, у БерезиАвному — зі станції Поташ. Лисянка врешті-решт отримала залізницю, хоча і з іншого боку. У Ватутіному вже працював подібний комбінат, тож будівництво нового розглядалося як розширення Ватутінського каолінового родовище. Згодом залізниця була побудована до міста Звенигородка. 
Лінією Погребище I — Калинівка курсувала одна пара дизель-поїздів сполученням Жмеринка — Погребище (наприкінці 1990-х років була демонтована). Під час війни була основною (в ході бойових дій міст через річку Південний Буг був зруйнований). Мосту в Калинівці немає, з'їзд з боку Вінниці животіє без руху, але сама лінія Калинівка I — Старокостянтинів існує і понині, завдяки розташуванню відомчого санаторію Укрзалізниці у Хмільнику.
Також мали наміри побудувати залізницю через Теофіполь, однак у майбутньому до цукрозаводу прокладена була колія від Білогородки. Лінія Шепетівка — Лепесівка була збудована першою серед цих залізниць (наразі перебуває не в найкращому стані, хоча була капітально відремонтована для догоди колишнього очільника Укрзалізниці Георгія Кирпі, який виріс неподалік цієї лінії).
На проєктованій лінії Канів — Жашків була побудована дільниця від Канева до Миронівки (надалі роботи були припинені). На дільниці Канів — Фастів частково тривали земляні роботи, з відгалуженням до Ржищева. Цікавим фактом є те, що Чигирин мав би ще дві можливості прокладання залізниці, проте обидва проєкти були не здійсненні, хоча роботи активно тривали. 
Існували також інші проєкти будівництва залізниць на Черкащині:
- Умань — Долинська — Кривий Ріг, як продовження другої Катерининської залізниці;
- Умань — Колосівка (для сполучення Миколаєва та Криму із західними областями України);
- Христинівка — Сухоліси — Трипілля — Київ (проєкт «Південь — Північ»).

## Розташування та колійний розвиток
Станція розташована на 178-му кілометрі лінії Фастів I — Знам'янка. Відстань до Києва через Фастів I — 242 км, через Київ-Деміївський — 182 км.
Станція має дві платформи: бічну та острівну та 3 головні колії.

## Пасажирське сполучення
На станції Цвіткове зупиняються поїзди приміського та декілька поїздів далекого сполучення.
| Рух поїздів по станції Цвіткове |                                          |                                                                              |
| №                               | Маршрут сполучення                       | Періодичність курсування                                                     |
| Далеке сполучення               |                                          |                                                                              |
| 67/68                           | Маріуполь — Львів                        | Тимчасово скасований з 2022 року (курсував через день з 13 грудня 2021 року) |
| 69/70                           | Маріуполь — Львів                        | Тимчасово скасований                                                         |
| 83/84 «Азов»                    | Маріуполь — Київ-Пасажирський            | Тимчасово скасований                                                         |
| 85/86                           | Запоріжжя — Львів                        | Щоденно                                                                      |
| 87/88                           | Запоріжжя — Ковель                       | Через день                                                                   |
| 101/102                         | Херсон — Київ — Краматорськ              | Через день                                                                   |
| 115/116 135/136 «Маяк»          | Бердянськ, Покровськ — Київ-Пасажирський | Тимчасово скасований                                                         |
| 121/122                         | Миколаїв — Київ-Пасажирський             | За вказівкою                                                                 |
| 729/730                         | Черкаси — Київ-Пасажирський              | Щоденно, крім вівторків                                                      |
| Приміське сполучення            |                                          |                                                                              |
| 6641                            | Цвіткове — Миронівка                     | Щоденно                                                                      |
| 6504                            | Цвіткове — Знам'янка                     | Щоденно                                                                      |
| 6355/6356                       | Черкаси — Умань                          | Щоденно                                                                      |
| 6501                            | Знам'янка — Цвіткове                     | Щоденно                                                                      |
| 6301/6302                       | Умань — Черкаси                          | Щоденно                                                                      |
| 6642                            | Миронівка — Імені Тараса Шевченка        | Щоденно                                                                      |
| 6503                            | Знам'янка — Цвіткове                     | Щоденно                                                                      |
| 6508                            | Цвіткове — Знам'янка                     | Щоденно                                                                      |
| 6355/6356                       | Умань — Черкаси                          | Щоденно                                                                      |
| 6643                            | Імені Тараса Шевченка — Миронівка        | Щоденно                                                                      |
| 6510                            | Цвіткове — Знам'янка                     | Щоденно                                                                      |
| 6301                            | Черкаси — Христинівка                    | Щоденно                                                                      |
| 6507                            | Знам'янка — Цвіткове                     | Щоденно                                                                      |
| 6644                            | Миронівка — Цвіткове                     | Щоденно                                                                      |
| 6704/6703                       | Київ (Північна) — Цвіткове               | Скасований з 6 грудня 2021 (курсував щоденно з 1 серпня 2021)                |

До одного з туристичних центрів Черкащини Корсуня була можливість дістатися зі столиці приміським електропоїздом Київ — Миронівка — Київ, якому з 1 серпня по 6 грудня 2021 року подовжувався маршрут руху до станції Цвіткове (через низький пасажиропотік скасований). Від станції Миронівка електропоїзд прямував через станції Таганча — Сотники — Корсунь — Городище —  Хлистунівка. У перспективі — призначення поїздів категорії «Інтерсіті» через Корсунь до Черкас.
У Цвітковому є можливість здійснити пересадку на приміські поїзди христинівського напрямку.
З 6 грудня 2021 року залізничне сполучення між Цвітковим і Києвом припинено. Мешканці смт скаржилися на транспортну блокаду. Відтепер на вузловій станції Цвіткове не зупиняються 8 поїздів та скасований приміський електропоїзд Київ — Цвіткове. За повідомленням філії «Пасажирська компанія», згідно з проведеним аналізом встановлено, що в середньому за рейс, починаючи з 1 січня до 28 листопада 2021 року, на станції Цвіткове здійснюють посадку/висадку не більше двох пасажирів у кожному напрямку, що свідчить про низький рівень пасажиропотоку. Також в компанії повідомили, що зупинка поїздів призвела до збільшення витрат на 460 тис. грн за рік та спричинила затримку поїздів на 10 хвилин в обох напрямках.